# 半田実 (政治家)
半田 実（はんだ みのる、旧字体: 半田 實、1946年または1947年 - ）は、日本の政治家。日本社会党、民主党所属の元大阪府議会議員 (5期)、元大阪府議会副議長。旭日小綬章受章者。

## 来歴
全電通支部役員、日本社会党総支部副委員長を経て、1991年 (平成3年) 大阪府議会議員に党公認候補として出馬し初当選。2003年の選挙からは民主党公認で出馬し、2004年5月からの1年間は若林勝雄議長とともに第98代大阪府議会副議長を務めた他、以降2015年まで6期務めた。

## 選挙歴
- 1991年4月 大阪府議会議員選挙 大阪市住之江区選挙区 (定数2) で2位初当選[3]
- 1995年4月 大阪府議会議員選挙 大阪市住之江区選挙区 (定数2) で2位再選[4]
- 1999年4月 大阪府議会議員選挙 大阪市住之江区選挙区 (定数2) で2位当選 (3選)[5]
- 2003年4月 大阪府議会議員選挙 大阪市住之江区選挙区 (定数2) で2位当選 (4選)[6]
- 2007年4月 大阪府議会議員選挙 大阪市住之江区選挙区 (定数2) で2位当選 (5選)[7]
- 2011年4月 大阪府議会議員選挙 大阪市住之江区選挙区 (定数2) で2位当選 (6選)[8]

## 栄典
- 2017年11月 平成29年秋の叙勲で旭日小綬章を受章[2]